# Жерар Жозеф
Жерар Жозеф (фр. Gérard Joseph; нар. 22 жовтня 1949 — ?) — гаїтянський футболіст, який виступав на позиції воротаря.

## Клубна кар'єра
Про клубну кар'єру Жерара Жозефа відомо дуже мало: до 1975 року він захищав ворота одного із найсильніших гаїтянських клубів «Расінг Клуб Аїтьєн», пізніше грав у складі американських клубів «Вашингтон Дипломатс» і «Нью-Йорк Аполло», завершив кар'єру гравця після 1976 року.

## Кар'єра в збірній
У збірній Гаїті Жерар Жозеф грав з 1973 року. У складі команди він брав участь у чемпіонаті світу з футболу 1974 року, проте був лише третім воротарем, і не виходив на поле. Пізніше він грав у відбірковому турнірі до чемпіонату світу 1982 року, де захищав ворота гаїтянської збірної в матчах проти збірної Куби і збірної Сальвадору.